# Бжег-Дольний (гміна)
Гміна Бжег-Дольни (пол. Gmina Brzeg Dolny) — місько-сільська гміна у південно-західній Польщі. Належить до Воловського повіту Нижньосілезького воєводства.
Станом на 31 грудня 2011 у гміні проживало 16256 осіб.

## Площа
Згідно з даними за 2007 рік площа гміни становила 94.40 км², у тому числі:
- орні землі: 50.00%
- ліси: 32.00%

Таким чином, площа гміни становить 13.99% площі повіту.

## Населення
Станом на 31 грудня 2011:
| Опис     | Загалом | Загалом | Чоловіки | Чоловіки | Жінки | Жінки |
| -------- | ------- | ------- | -------- | -------- | ----- | ----- |
| одиниця  | осіб    | %       | осіб     | %        | осіб  | %     |
| все      | 16256   | 100     | 7845     | 48.26    | 8411  | 51.74 |
| міське   | 12730   | 100     | 6091     | 47.85    | 6639  | 52.15 |
| сільське | 3526    | 100     | 1754     | 49.74    | 1772  | 50.26 |

## Сусідні гміни
Гміна Бжег-Дольни межує з такими гмінами: М'єнкіня, Оборники-Шльонські, Шрода-Шльонська, Волув.